# Prämonetäre Werttheorie
Als Prämonetäre Werttheorie bezeichnet man in Anschluss an  Hans-Georg Backhaus Erklärungen des kapitalistische Wirtschaftssystems, in denen das Geld einen äußerlichen und unwesentlichen Stellenwert besitzt.
Backhaus schrieb 1978 zur Wertformanalyse von Karl Marx:
Es lässt sich nämlich zeigen, dass die Wertformanalyse nur dann einen fassbaren Sinn und nicht trivialen Aussagegehalt gewinnt, wenn sie als Kritik prämonetärer Werttheorien und in eins damit als eine qualitative Theorie des Geldes interpretiert wird. Dieser Doppelcharakter der Marxschen Formanalyse kann aber bloß auf der Grundlage einer ›logischen‹ Rezeption erkannt und ausgearbeitet werden.
Prämonetär sind demnach sowohl die Arbeitsmengentheorie der klassischen bürgerlichen Ökonomie, die Theorie des Proudhonismus von der Gültigkeit eines einfachen Wertgesetzes als auch Friedrich Engels’ Interpretation von Marx’ Darstellungsmethode der Kritik der politischen Ökonomie als einer logisch-historischen und in der Folge auch der orthodoxe Marxismus, der Marxismus-Leninismus und große Teile des westlichen Marxismus.